# Société des Cinéromans
La Société des Cinéromans era una casa di produzione cinematografica francese dell'era del cinema muto.

## Storia
Nel 1919 Gaston Leroux fondò la Société des Cinéromans di Nizza con René Navarre e Arthur Bernède per pubblicare romanzi e trasformarli in film.
La compagnia fu rilevata da Pathé nel 1922. Continuò a produrre film fino al 1930.
- 1919: La Nouvelle Aurore in 16 episodi;
- 1920: Tue-la-mort (1920) in 12 episodi, dove sua figlia Madeleine, di 13 anni, assunse il ruolo di Canzonetta;
- 1921: Le Sept de trèfle in 12 episodi;
- 1922: Rouletabille chez les bohémiens  in 10 episodi.

- 1922: Rouletabille chez les bohémiens di Henri Fescourt
- 1922: L'homme aux trois masques
- 1922: Impéria
- 1923: Gossette
- 1923: L'enfant roi
- 1923: Tao
- 1923: Vidocq
- 1924: La goutte de sang
- 1924: Le secret d'Alta Rocca
- 1924: L'enfant des halles
- 1924: Mandrin di Henri Fescourt
- 1925: Les misérables, di Henri Fescourt
- 1925: Fanfan-la-Tulipe
- 1925: Mylord l'Arsouille
- 1926: Le Juif errant
- 1926: Titi premier, roi des gosses
- 1926: L'espionne aux yeux noirs
- 1926: Surcouf
- 1926: Jean Chouan
- 1926: Cinders ... Production Company
- 1926: En plongée
- 1927: La petite chocolatière
- 1927: Le roman d'un jeune homme pauvre
- 1927: Le capitaine Rascasse
- 1927: Casanova
- 1927: Feu!
- 1927: Les larmes de Colette, di René Barberis
- 1927: Les cinq sous de Lavarède
- 1927: Belphégor
- 1927: La Glu di Henri Fescourt
- 1927: Le duel, di Jacques de Baroncelli
- 1927: Poker d'as
- 1928: L'Argent
- 1928: Prince Jean
- 1928: The Vein di René Barberis
- 1928: L'occident by Henri Fescourt
- 1928: Princesse Masha
- 1928: La storia di una piccola Parigina
- 1928: La petite fonctionnaire
- 1928: Croquette
- 1928: Karina the Dancer
- 1929: Le danseur inconnu
- 1929: Le ruisseau
- 1929: La tentation
- 1929: Paris-Girls
- 1929: La femme et le pantin
- 1929: La merveilleuse journée
- 1929: Les fils du soleil